# Pogwisch
van Poggewisch senere von Pogwisch er navnet på en gammel holstensk adelsslægt. Familien erhverede i det 14. og 15. århundrede store besiddelser i hertugdømmerne Slesvig og Holsten og indtog dermed en fremragende stilling i det slesvig-holstenske ridderskab. Adelsslægtens navn er af nedertysk herkomst. Pog betyder frø og wisch betyder eng.
Pogwischerne hørte til Christian 1.s modstandere. Konflikten mellem kongen og pogwischerne endte med Pogwischernes fuldstændige nederlag. Familiens besiddelser blev 1480-1488 inddraget under kronen. Senere har familien delt sig i ni linjer, hvoraf den ene gik til Mecklenborg (de uddøde 1845), en til østpreussen (de uddøde 1836), flere grene udbredte sig fortsat i Danmark. Den sidste mand af slægten i Danmark var Christian Ludvig Frederik von Pogwisch (1746-1806) af den yngre danske linje, som var oberstløjtnant i det danske militær og chef for fynske Infanteriregiment.
- Wikimedia Commons har flere filer relateret til Pogwisch